# Lagamar
Lagamar är en kommun i Brasilien.   Den ligger i delstaten Minas Gerais, i den sydöstra delen av landet, 280 km sydost om huvudstaden Brasília. Antalet invånare är 7 598.
Omgivningarna runt Lagamar är huvudsakligen savann. Runt Lagamar är det mycket glesbefolkat, med 3 invånare per kvadratkilometer.